# Bahnbrücker Acker- und Streuobstgebiet
Das Gebiet Bahnbrücker Acker- und Streuobstgebiet ist ein vom Landratsamt Karlsruhe durch Verordnung vom 3. Mai 2003 ausgewiesenes Landschaftsschutzgebiet auf dem Gebiet der Gemeinde Kraichtal im Landkreis Karlsruhe.

## Lage und Beschreibung
Das 47,5 Hektar große Landschaftsschutzgebiet liegt etwa zwei Kilometer südlich von Landshausen und zwei Kilometer nördlich von Zaisenhausen. Es umfasst die Gewanne Kachler, Vordere und Hintere Salle, Vogelheerd, im Hirtenhansen sowie Im vorderen und hinteren Loch. Die Landschaft wird von großen Ackerschlägen im Westen des Gebiets und teils mit Obstbäumen bewachsenen Wiesen im nordöstlichen Teil geprägt. Naturräumlich gehört es zum Kraichgau. Im Norden, Westen und Osten grenzt das Landschaftsschutzgebiet Kraichgau an.

## Schutzzweck
Wesentlicher Schutzzweck des Landschaftsschutzgebietes ist laut Schutzgebietsverordnung „der Erhalt der für den Kraichgau als Kulturlandschaft typischen Acker-, Wiesen und Streuobstflächen.“